# 飛行機の墓場

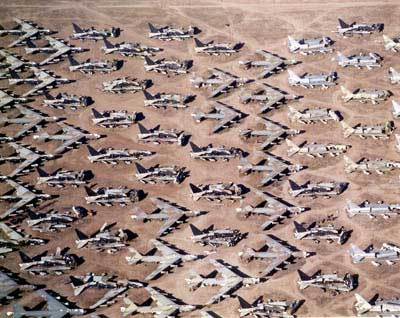
B-52がアリゾナ州で保管中または解体を待っている

飛行機の墓場（ひこうきのはかば、アメリカ英語: aircraft boneyard、イギリス英語: aircraft graveyard）は、退役した飛行機を保管または解体のために待機させる空港や場所。航空機の墓場にある飛行機は、保管を目的として留め置かれるか、部品を再使用または再販売するために取り外したのちにスクラップにされる。
空気が乾燥状態であれば腐食を遅らせ、硬質地盤であれば地面を舗装する必要がないため、アメリカ合衆国南西部にある砂漠地帯に似た場所は、飛行機の墓場に適している。この種の最大の施設である「309th Aerospace Maintenance and Regeneration Group」は、「The Boneyard」として口語的に知られている。

## 主な航空機の墓場
| 空港                                                    | 国             | 都市                                 | 備考 |
| ------------------------------------------------------- | -------------- | ------------------------------------ | --- |
| アビリーン地域空港                                      | アメリカ合衆国 | テキサス州アビリーン                 | 主にアメリカン・イーグル航空を退役した多くのサーブ 340が存在する。                                                                                   |
| アリス・スプリングス空港                                | オーストラリア | ノーザンテリトリーアリススプリングス | アメリカ合衆国以外で最初の大規模な飛行機の墓場。 |
| コッツウォルド空港                                      | イギリス       | グロスタシャーケンブル               | エア・サルベージ・インターナショナル（Air Salvage International:ASI）の本拠地である。ASIはヨーロッパの大手航空機のサルベージ会社である。             |
| デイヴィスモンサン空軍基地                              | アメリカ合衆国 | アリゾナ州ツーソン                   | 第309航空宇宙管理および再生グループの本拠地である2,600エーカーの敷地には約4,400機の航空機が存在する。                                                |
| キングマン空港                                          | アメリカ合衆国 | アリゾナ州キングマン                 | デルタ、アメリカン、ユナイテッドなどの大手キャリアにスペースを貸し出し、保管と修理の両方のサービスを提供する「アクティブな保管施設」として機能する。 |
| ローリンバーグ＝マクストン空港                          | アメリカ合衆国 | ノースカロライナ州マクストン         | シャーロット航空機会社によって部品のために取り除かれていた様々な元ノースウェスト航空の航空機が存在する。                                             |
| モハーヴェ空港                                          | アメリカ合衆国 | カリフォルニア州モハーヴェ           | 1,000機以上の航空機が存在する。 |
| マナス国際空港                                          | キルギス       | ビシュケク                           | ソビエト連邦時代の航空機が1991年以降現れ始めた。 |
| オスコダ・ヴュルツミス空港                              | アメリカ合衆国 | ミシガン州オスコダ                   | カリッタ航空およびその他の航空会社の機体が保管されている。                                                                                           |
| フェニックス・グッドイヤー空港                          | アメリカ合衆国 | アリゾナ州グッドイヤー               | |
| ピナル・エアパーク                                      | アメリカ合衆国 | アリゾナ州マラナ                     | |
| シュルーズベリー王立空軍基地                            | イギリス       | シュルーズベリー                     | 第二次世界大戦の終わりから1972年まで。 |
| ウォーカー空軍基地                                      | アメリカ合衆国 | ニューメキシコ州ロズウェル           | 複数の大型旅客機と貨物ジェット機の退役機が存在する。                                                                                                 |
| サスカトゥーン・ジョン・G・ディーフェンベーカー国際空港 | カナダ         | サスカチュワン州サスカトゥーン       | カナディアン・リージョナル航空とジャズ航空が運航していた23機の古いフォッカー F28が存在する。                                                         |
| サザンカリフォルニア・ロジスティックス空港              | アメリカ合衆国 | カリフォルニア州ヴィクターヴィル     | |
| テルエル空港                                            | スペイン       | アラゴン州テルエル                   | |

ロシア
- モニノ空軍博物館 - ロシアにある航空博物館。
- サマーラ国立航空宇宙大学実習飛行場（英語版） - サマラ州にある訓練飛行場。飛べない状態だが訓練に使用される[16]。